# Sapotskine
Sapotskine (en biélorusse : Сапоцкін) ou Sopotskine (en russe : Сопоцкин ; en polonais : Sopoćkinie) est une commune urbaine de la voblast de Hrodna, en Biélorussie

## Géographie
Sapotskine se trouve à 27 km au nord-est de Hrodna. 

## Histoire

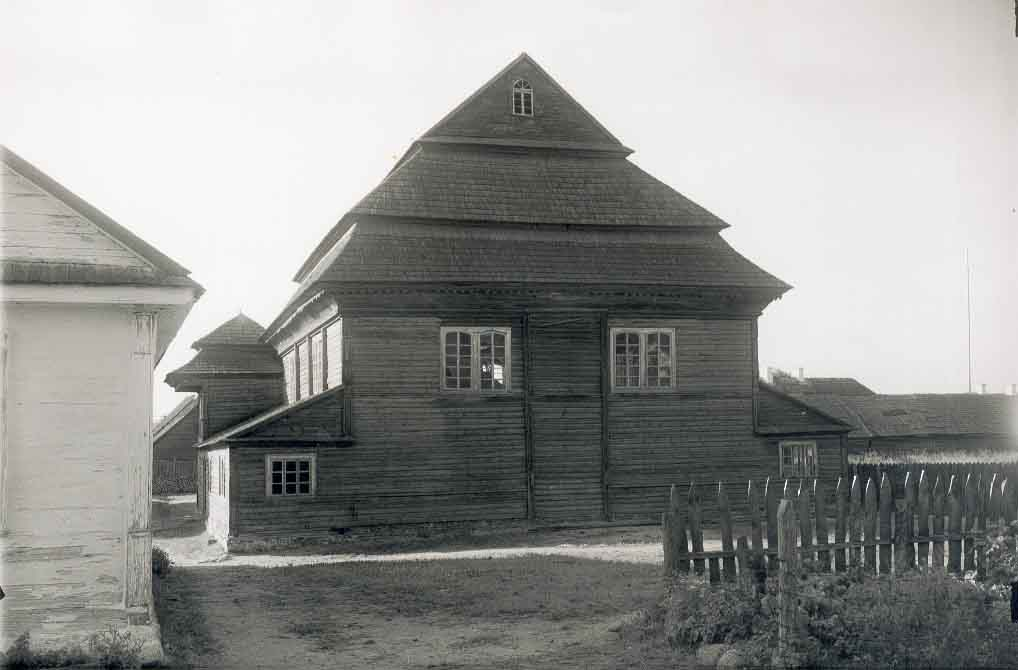
Synagogue en 1936.

Sapotskine faisait partie de la république polono-lituanienne (1560-1795) avant de les Partitions de la Pologne. Elle fut annexée à la Prusse, qui fut de Nouveau la Prusse Orientale en 1795. Plus tard, elle faisait partie du Département de Lomza du Grand-Duché de Varsovie (1807-1815). Il a été ensuite donné à l'Empire russe.
En 1939, la région devient une partie de la voblast de Belastok de la république socialiste soviétique de Biélorussie avec Sapotskine comme capitale régionale. La Wehrmacht occupe la zone entre 1941 et 1944.
La ville comptait une importante communauté juive dans ce qui était un shtetl avant la  Seconde Guerre mondiale. En 1941 et 1942, les Juifs sont enfermés dans un ghetto, contraints aux travaux forcés puis exterminés,,.
Après la libération par l'Armée Rouge, le village fait partie de la voblast de Hrodna. 
Sapotskine est l'un des centres de la minorité polonaise de Biélorussie. C'est la seule localité du pays où les panneaux de rues sont bilingues.

## Personnalités
- Sapotskine est le lieu où le Général Józef Olszyna-Wilczyński et son adjudant furent assassinés par des soldats soviétiques.
- Yaraslau Ramanchuk, économiste et candidat à la présidentielle en 2010, né à Sapotskine.

## Attractions
- Cimetière du Xe/XIe siècle à la périphérie ouest de la ville
- Église de l'Assomption de la Bienheureuse Vierge Marie (début 20e Siècle)
- Réserve Biologique de Sapotskin (Canal d'Augustów)